# خيسوس ألبرتو روبيو
خيسوس ألبرتو روبيو (بالإسبانية: Jesús Alberto Rubio)‏ هو دراج إسباني، ولد في 25 يناير 1992 في توميلوسو في إسبانيا.

## وصلات خارجية
- جيسوس ألبرتو روبيو على موقع الاتحاد الدولي للدراجات (الإنجليزية)
- جيسوس ألبرتو روبيو على موقع أرشيف الدراجات (الإنجليزية)
- جيسوس ألبرتو روبيو على موقع إحصائيات الدراجات الإحترافية (الإنجليزية)